# Nyctemera ovada
Nyctemera ovada är en fjärilsart som beskrevs av Swinhoe 1903. Nyctemera ovada ingår i släktet Nyctemera och familjen björnspinnare. Inga underarter finns listade i Catalogue of Life.